# Augusto Ramos Lopes
Augusto Ramos Lopes (? - Lisboa, 17 de Junho de 2021)  foi o 37ª Presidente do C.F "os Belenenses" e Vice-Presidente do mesmo. À data do seu falecimento, era o sócio N.º 85 do clube.
A partir de 13 de Abril de 2015, o Polidesportivo do Restelo passou a designar-se Polidesportivo Augusto Ramos Lopes.